# In Chains
In Chains es una canción del grupo inglés de música electrónica Depeche Mode compuesta por Martin Gore, publicada en el álbum Sounds of the Universe de 2009.

## Descripción
Es uno de los temas más producidos de Sounds of the Universe, iniciando con un efecto de modulación sintonizada como de una vieja máquina descompuesta, para pasar a una suave base de sintetizador seguida de la voz de barítono de David Gahan cantando una letra sobre el estado de esclavitud al cual lleva el amor incondicional por alguien, dejándolo prácticamente indefenso y encadenado al sentimiento. Imbuido en una gran cualidad blues, resulta uno de los temas más emocionales de la colección.
Ciertamente es una canción aún endeudada con la faceta más ambiental de DM, al presentar una musicalización tan cambiante y electrónica, rayana en el verdadero trip hop, y sin embargo contrastada con secciones muy rítmicas, convirtiéndose en una pieza de movimientos distintos, incluso prologándose; de hecho es la más larga de todo el álbum con sus casi siete minutos de duración.
También es un ejercicio de música sintética perfectamente complementada con los elementos acústicos, la batería y unas cuantas cuerdas, haciéndolo más bien un tema alternativo en forma y en fondo, pues la letra en realidad es muy dramática y triste al hablar sobre el estado al que lleva al ser humano el amor, una de las temáticas más frecuentes de Martin Gore. Sin embargo, In Chains está muy claramente recargado hacia el lado más sintético de DM al estar basada principalmente sobre la extraña modulación con que comienza y acaba, como demostrando lo onírico que es el amor y el apego irremediable por alguien, aun cuando no haya correspondencia, pero no habla de egoísmo ni siquiera es un lamento al que no obtenga respuesta, sólo el canto a aquella persona que lo tenga a uno atado, esclavizado, prendado de por vida.
Es sólo eso, la dedicatoria al ser amado, la rendición incondicional a los sentimientos, sin importar lo que se obtenga, un homenaje a la aceptación propia de las compulsiones sobre una melodía electrónica que en realidad es tan triste como lo puede ser perder todo control de las emociones por alguien.
In Chains, sólo como pista del álbum, no tuvo vídeo promocional, aunque al abrir cada preponderancia en la gira Tour of the Universe se presentó con una senda proyección dirigida por Anton Corbijn, en la cual aparecía al lado izquierdo el rostro de un viejo hombre caucásico y a la derecha el rostro de un niño de color, y en la esfera común a todas las proyecciones de esa gira arriba al centro de la pantalla se veía un hombre caminando quien iba cambiando su apariencia, desde estar completamente vestido hasta aparecer con las piernas descubiertas, mientras el rostro del viejo y el del niño se iban transmutando hasta que el niño se convertía en el viejo y el viejo en el niño.

## En directo
La canción se interpretó durante todo el correspondiente Tour of the Universe de 2009-10 nada menos como tema abridor, en una ejecución más o menos idéntica a la del álbum, excepto que al ser más músicos en el escenario con Peter Gordeno tocando la parte de Martin Gore en teclado, el propio Gore se daba tiempo para introducir cuerdas en notación grave dándole una particular sonoridad al tema, el cual después de todo marcaba el inicio de cada presentación.

## Versiones
Alan Wilder, quien fuera miembro de Depeche Mode, realizó dos nuevas mezclas de In Chains para el álbum Remixes 2: 81-11 de 2011.
- Datos: Q5914700